# Rómulo Assereto Gargurevich
Rómulo Assereto (1911-1972)  fue un baloncestista, dirigente deportivo y político peruano. Fue presidente de los clubes Sport Boys y Atlético Bilis, además de ser diputado por la Provincia Constitucional del Callao en el Congreso de la República del Perú.

## Biografía
Fue baloncestista del Atlético Bilis en las décadas de 1930 y 1940 siendo campeón de la Liga Metropolitana de Lima en varias temporadas. Posteriormente, fue presidente de ese mismo club y durante su gestión fue inaugurado en 1946 su actual local ubicado en el jirón Colón 437, en el distrito del Callao.
Entre 1954 y 1956 fue presidente de Sport Boys, club de fútbol de la Primera División del Perú.
Fue elegido diputado de la Provincia Constitucional del Callao en las Elecciones generales de Perú de 1956 tras postular por el Movimiento Democrático Pradista para el período 1956-1962 del Congreso de la República.
Su nieto Rómulo Assereto Castillo es actor y director de teatro. 

## Selección nacional

### Participaciones en Campeonato Sudamericano
| Campeonato        | Selección | Sede           | Resultado |
| ----------------- | --------- | -------------- | --------- |
| Sudamericano 1939 | Perú      | Río de Janeiro | Cuarto    |
| Sudamericano 1940 | Perú      | Montevideo     | Quinto    |